# JOOLA Trophy
Die JOOLA Trophy ist eine Auszeichnung für Tischtennisspielerinnen und -spieler, die bei einer Weltmeisterschaft oder Europameisterschaft die besten Spielergebnisse in den Mannschaftswettbewerben erzielen. Sie wird für Frauen und Männer getrennt vergeben.
1983 wurde die JOOLA Trophy von der JOOLA Tischtennis GmbH + Co. KG und der International Sports Press Association (AIPS) gestiftet und bei der WM in Tokio erstmals vergeben. Der auszuzeichnende Aktive erhält eine Bronze-Skulptur von der Größe 24 × 10 × 13 cm, welche von der deutschen Bildhauerin Edith Peres-Lethmate hergestellt wurde. Zusätzlich erhält der Verband, dem der Aktive angehört, noch einen Geldpreis.
Gewertet wird nach Punkten. In der ersten Runde des Mannschaftswettbewerbs gibt es für einen Sieg drei Punkte, in den weiteren Runden steigert sich die Punktezahl.
| Veranstaltung | Männer                            | Frauen                           |
| ------------- | --------------------------------- | -------------------------------- |
| WM 1983       | Kiyoshi Saito (Japan)             | Kim Gyong Sun (Nordkorea)        |
| EM 1984       | Jacques Secrétin (Frankreich)     | Marie Lindblad (Schweden)        |
| WM 1985       | Andrzej Grubba (Polen)            | Li Bun-hui (Nordkorea)           |
| EM 1986       | Andrzej Grubba (Polen)            | Csilla Bátorfi (Ungarn)          |
| WM 1987       | Chen Longcan (China)              | Jiao Zhimin (China)              |
| EM 1988       | Andrei Masunow (Russland)         | Fliura Bulatowa (Russland)       |
| WM 1989       | Jörgen Persson (Schweden)         | Csilla Bátorfi (Ungarn)          |
| EM 1990       | Jean-Philippe Gatien (Frankreich) | Csilla Bátorfi (Ungarn)          |
| WM 1991       | Zoran Primorac (Kroatien)         | Hyun Jung-hwa (Südkorea)         |
| EM 1992       | Jörg Roßkopf (Deutschland)        | Bettine Vriesekoop (Niederlande) |
| WM 1993       | Jan-Ove Waldner (Schweden)        | Hyun Jung-hwa (Südkorea)         |
| EM 1994       | Jörg Roßkopf (Deutschland)        | Jelena Timina (Russland)         |
| WM 1995       | Jan-Ove Waldner (Schweden)        | Deng Yaping (China)              |